# Fuerzas Aeromóviles del Ejército de Tierra
Die Fuerzas Aeromóviles del Ejército de Tierra (FAMET) sind die Heeresfliegertruppe des spanischen Heeres. Sie erfüllen ihre Aufträge vorrangig mittels Luftfahrzeugen, insbesondere Militärhubschraubern. Die FAMET zählen zu den Unterstützungstruppen, ihre vorrangigen Aufgabengebiete sind Infanterieunterstützung, Panzerabwehr, Luftkampf, Lufttransport von Personal und Material, Aufklärung sowie Suchen und Retten.

## Geschichte
Die Gründung der Heeresfliegertruppe als Aviación Ligera del Ejército de Tierra (ALET) erfolgte in Spanien am 10. Juli 1965 im Zuge einer Neuordnung der Streitkräfte, die zunächst nur aus einer Kompanie bestand. Im Mai 1966 erfolgte die Aufwertung zu einem Bataillon und zur Umbenennung in Unidad de Helicópteros XI para Cuerpo de Ejército (UHEL-XI), doch erst im Juli desselben Jahres erhielten die spanischen Heeresflieger ihre ersten Fluggeräte, insgesamt sechs Bell UH-1 Iroquois und acht OH-13S Sioux Helikopter aus Beständen der United States Army.
Weitere Einheiten entstanden in der ersten Hälfte der 1970er Jahre. Als zweite Einheit wurde am 20. März 1971 das II. Bataillon, die UHEL-II, in El Aaiún in der damaligen Spanischen Sahara aufgestellt und am 20. März 1973 erfolgte schließlich die Umbenennung der ALET in Fuerzas Aeromóviles del Ejército de Tierra (FAMET). Das V. Bataillon, die UHEL-V, wurde 10 Tage später am 1. April 1973 in Colmenar Viejo aufgestellt und am 28. Mai des folgenden Jahres das UHEL-III in Agoncillo aufgestellt. Das UHEL-IV wurde als vorerst letztes Einheit am 30. Juni 1975 in El Copero aktiviert und in Folge des spanischen Rückzugs aus der Sahara wurde die dortige UHEL-II im Dezember 1975 ebenfalls nach El Copero verlegt. Letztere wurde schließlich im August 1979 nach Bétera verlegt.
Später wurde die Bezeichnung als „Hubschrauber-Einheit“ UHEL aufgegeben und im Januar wurde in Colmenar Viejo ein weiteres Bataillon, das BHELA-I (Batallón de Helicópteros de Ataque I), ein Kampfhubschrauberbataillon, aufgestellt. Dies verlegte im Frühjahr 1983 nach Almagro und am 26. April 1986 entstand das BHELMA-VI (Batallón de Helicópteros de Maniobra VI) auf den Kanaren. Eine der ältesten Einheiten, das BHELMA-II wurde Ende Januar 2008 aufgelöst und an seine Stelle trat am 12. Dezember 2008 das BHELEME-II (Batallón de Helicópteros de Emergencias), ein Rettungshubschrauber-Bataillon, dessen Untergruppe mit den mittleren Helikoptern die Basis Bétera-Valencia nutzt und die Untergruppe mit den leichten Hubschraubern liegt in Colmenar Viejo.

## Organisation
Die FAMET sind gegenwärtig in sieben Bataillone sowie eine Logistikeinheit unterteilt.
- Hauptquartier der FAMET (Colmenar Viejo, Madrid)
  -  Batallón de Cuartel General de las FAMET (BCG-FAMET, Hauptquartier/Führungsunterstützungsbataillon; Colmenar Viejo, Madrid)
- Batallón de Helicópteros de Ataque I (BHELA I, Angriffshubschrauberbataillon; Almagro, Ciudad Real)
- Batallón de Helicópteros de Emergencia II (BHELEME II, Notfallhubschrauberbataillon; Bétera, Valencia)
- Batallón de Helicópteros de Maniobra III (BHELMA III, Manöverhubschrauberbataillon; Agoncillo, Logroño)
- Batallón de Helicópteros de Maniobra IV (BHELMA IV, Manöverhubschrauberbataillon; El Copero, Sevilla)
- Batallón de Helicópteros de Transporte V (BHELTRA V, Transporthubschrauberbataillon; Colmenar Viejo, Madrid)
- Batallón de Helicópteros de Maniobra VI (BHELMA VI, Manöverhubschrauberbataillon; Los Rodeos, Teneriffa)

- Unidad de Apoyo Logístico de las FAMET (ULOG, Logistikeinheit; Colmenar Viejo, Madrid)

## Fluggerät
Die spanischen Streitkräfte verwenden eigene Typnummern (in Klammern), näheres hierzu siehe auf der Seite der Luftstreitkräfte.
| Flugzeug                         | Foto              | Herkunft                                   | In Dienst         | Anmerkungen |                   |                   |
| Kampfhubschrauber                | Kampfhubschrauber | Kampfhubschrauber                          | Kampfhubschrauber | Kampfhubschrauber | Kampfhubschrauber | Kampfhubschrauber |
| -------------------------------- | ----------------- | ------------------------------------------ | ----------------- | --- | ----------------- | ----------------- |
| Eurocopter Tigre HAP/HAD (HA-28) |                   | Frankreich Deutschland                     | 24                | Sechs Hubschrauber in der Version HAP aus französischer Produktion, achtzehn in der Version HAD im spanischen Albacete gefertigt. |                   |                   |
| Transporthubschrauber            |                   |                                            |                   | |                   |                   |
| NH90 TTH Caimán (HT-29)          |                   | Deutschland Frankreich Italien Niederlande | 16                | 10 weitere im Zulauf |                   |                   |
| Boeing CH-47D/F Chinook (HT-17)  |                   | Vereinigte Staaten                         | 21                | Von ursprünglich 17 CH-47D werden 13 auf die Version CH-47F umgerüstet, darüber hinaus wurden fünf neue Hubschrauber bestellt. Im Jahr 2022 erhielten die FAMET den ersten auf die Version CH-47F aufgerüsteten Hubschrauber, der 17. wurde im Oktober 2024 übergeben. Im Jahr 2026 soll der 18. und letzte CH-47F ausgeliefert werden, hierbei handelt es sich um einen neuen Hubschrauber. Von den vier Maschinen, die nicht auf F-Standard aktualisiert werden, wurde eine an Boeing abgegeben. |                   |                   |
| AS 532L Cougar (HT-27)           |                   | Frankreich                                 | 18                | |                   |                   |
| Mehrzweckhubschrauber            |                   |                                            |                   | |                   |                   |
| AS 332B1 Super Puma (HT/HU-21)   |                   | Frankreich                                 | 16                | |                   |                   |
| Augusta-Bell AB 212 (HU-18)      |                   | Vereinigte Staaten Italien                 | 10                | sechs davon wurden im Sommer 2024 von den Marinefliegern der Armada Española übernommen |                   |                   |
| Schulhubschrauber                |                   |                                            |                   | |                   |                   |
| Eurocopter EC 135 T2 (HE-26)     |                   | Frankreich Deutschland                     | 12                | |                   |                   |

### Zukünftiges Fluggerät
Im Rahmen einer im März 2015 bekannt gewordenen Langfristplanung soll die Anzahl verschiedener Hubschraubertypen bis 2040 auf vier reduziert werden. Hierzu gehören von Airbus Helicopters die Typen Tiger, NH90 und H135 sowie die Boeing CH-47F. Die existierende AB 212 Flotte wurde 2024 durch die überlebenden Exemplare der Marinflieger verstärkt.